# Коркоценко, Дмитрий Игнатьевич
Дми́трий Игна́тьевич Коркоце́нко (1922—1990) — Гвардии лейтенант Советской Армии, участник Великой Отечественной войны, Герой Советского Союза (1946).

## Биография
Дмитрий Коркоценко родился 1 мая 1922 года в станице Упорная (ныне — Лабинский район Краснодарского края). Работал на элеваторе, в леспромхозе, на Таганрогском консервном заводе. Окончил аэроклуб в Таганроге. В 1940 году Коркоценко был призван на службу в Рабоче-крестьянскую Красную Армию. В 1942 году он окончил Таганрогскую военную авиационную школу пилотов. С июля 1943 года — на фронтах Великой Отечественной войны. Принимал участие в боях на Калининском, Западном и 2-м Украинском фронтах.
К концу войны гвардии лейтенант Дмитрий Коркоценко командовал звеном 188-го гвардейского штурмового авиаполка (12-й гвардейской штурмовой авиадивизии, 3-го гвардейского штурмового авиационного корпуса, 5-й воздушной армии 2-го Украинского фронта). За время своего участия в войне он совершил 160 боевых вылетов, 90 из которых — на воздушную разведку.
Указом Президиума Верховного Совета СССР от 15 мая 1946 года за «мужество и героизм, проявленные в боях» младший лейтенант Дмитрий Коркоценко был удостоен высокого звания Героя Советского Союза с вручением ордена Ленина и медали «Золотая Звезда» за номером 8963.
В 1946 году в звании лейтенанта Коркоценко был уволен в запас. В 1952 году он окончил Московский государственный университет, затем аспирантуру в нём же, после чего преподавал в МФТИ и МАИ, а с 1965 года был заведующим кафедрой истории КПСС Московского станкоинструментального института. Скончался 13 апреля 1990 года, похоронен в колумбарии Кунцевского кладбища Москвы.

## Награды
Кандидат исторических наук, профессор. Был также награждён двумя орденами Красного Знамени, двумя орденами Отечественной войны 1-й степени, двумя орденами Отечественной войны 2-й степени, орденом Красной Звезды и рядом медалей.